# Courtney Hawkins
Courtney Hawkins, född den 11 juli 1967, är en amerikansk före detta friidrottare som tävlade i häcklöpning.
Hawkins främsta merit är att han blev silvermedaljör på 60 meter häck vid inomhus-VM 1995 i Barcelona. Han noterade tiden 7,41 i finalen vilket inte bara var ett nytt personligt rekord utan även en tid som för honom upp på 10 i topp listan på distanen.
På den längre distanen 110 meter häck är hans främsta merit en bronsmedalj från panamerikanska spelen 1995.

## Personliga rekord
- 60 meter häck - 7,41 från 1995
- 110 meter häck - 13,17 från 1998